# Baltic Basketball League 2012-2013
La Baltic Basketball League 2012-2013 è stata la 9ª edizione della Lega Baltica. La vittoria finale fu ad appannaggio dei lettoni del Ventspils sui lituani del Prienai.
La stagione vide grandi cambiamenti: la fusione tra Elite Division e Challenge Cup, con la partecipazione di 23 squadre suddivise in quattro gironi, e la successiva ammissione alla TOP-16, sul modello della ULEB Cup, e soprattutto la non partecipazione, per la prima volta nella storia della manifestazione, delle tre principali squadre, ovvero i lituani dello Žalgiris Kaunas e del Lietuvos Rytas, oltre che i lettoni del VEF Rīga.

## Squadre partecipanti
| Lituania - Naglis Palanga - Šiauliai - Lietkabelis - Juventus Utena - Sakalai Vilnius - Prienai - Nevėžis - LSU-Baltai Kaunas - Pieno žvaigždės | Estonia - Rapla - TalTech - Valga - Tartu Ülikooli - Kalev/Cramo - Rakvere Tarvas - Pärnu - Tallinna Kalev | Lettonia - Ventspils - Jelgava - Liepājas lauvas - Barons Rīga - Valmiera | Kazakistan - Barsy Atyrau |

## Formato
Nella prima fase, denominata Regular Season, le 23 squadre sono divise in 4 gironi (tre gironi da 6 e uno da 5) e si incontrano in partite di andata e ritorno. Le migliori 4 squadre di ogni girone passano alla fase successiva, la Top 16, dove vengono divise in 4 gironi da 4 squadre con partite di andata a ritorno. Le prime due di ogni girone si qualificano per la fase a eliminazione diretta, che parte dai quarti di finale.

## Regular season

### Gruppo A
| Pos. | Squadra        | Pt | PG | V  | P | CF  | CS  | DC   |
| ---- | -------------- | -- | -- | -- | - | --- | --- | ---- |
| 1.   | Ventspils      | 20 | 10 | 10 | 0 | 811 | 595 | +216 |
| 2.   | Šiauliai       | 18 | 10 | 8  | 2 | 881 | 660 | +221 |
| 3.   | Naglis Palanga | 15 | 10 | 5  | 5 | 673 | 790 | -117 |
| 4.   | Barsy Atyrau   | 14 | 10 | 4  | 6 | 763 | 795 | -32  |
| 5.   | TTÜ KK         | 12 | 10 | 2  | 8 | 665 | 773 | -108 |
| 6.   | Rapla          | 11 | 10 | 1  | 9 | 692 | 872 | -180 |

|                | BAR     | NAG     | RAP      | SIA      | TTU     | VEN     |
| -------------- | ------- | ------- | -------- | -------- | ------- | ------- |
| Barsy Atyrau   |         | 84 – 85 | 93 – 88  | 71 – 89  | 81 – 73 | 66 – 93 |
| Naglis Palanga | 82 – 75 |         | 71 – 58  | 47 – 86  | 78 – 60 | 44 – 88 |
| Rapla          | 64 – 81 | 86 – 93 |          | 76 – 100 | 80 – 72 | 54 – 93 |
| Šiauliai       | 81 – 69 | 95 – 71 | 106 – 63 |          | 90 – 51 | 65 – 71 |
| TTÜ KK         | 61 – 87 | 75 – 52 | 87 – 66  | 58 – 94  |         | 74 – 78 |
| Ventspils      | 79 – 56 | 83 – 50 | 76 – 57  | 83 – 75  | 67 – 54 |         |

### Gruppo B
| Pos. | Squadra         | Pt | PG | V | P | CF  | CS  | DC   |
| ---- | --------------- | -- | -- | - | - | --- | --- | ---- |
| 1.   | TU Rock         | 19 | 10 | 9 | 1 | 919 | 696 | +223 |
| 2.   | Lietkabelis     | 18 | 10 | 8 | 2 | 811 | 727 | +84  |
| 3.   | Juventus Utena  | 15 | 10 | 5 | 5 | 845 | 830 | +15  |
| 4.   | Jelgava         | 14 | 10 | 4 | 6 | 791 | 864 | -73  |
| 5.   | Liepājas lauvas | 12 | 10 | 2 | 8 | 695 | 790 | -95  |
| 6.   | Valga           | 12 | 10 | 2 | 8 | 666 | 820 | -154 |

|                 | JUV      | LIE     | LIT     | TUR     | VAL     | JEL      |
| --------------- | -------- | ------- | ------- | ------- | ------- | -------- |
| Juventus Utena  |          | 84 – 68 | 79 – 95 | 99 – 87 | 88 – 77 | 101 – 96 |
| Liepājas lauvas | 85 – 77  |         | 62 – 86 | 96 – 66 | 60 – 83 | 85 – 94  |
| Lietkabelis     | 74 – 67  | 87 – 67 |         | 72 – 76 | 74 – 60 | 87 – 80  |
| TU Rock         | 114 – 97 | 87 – 55 | 99 – 69 |         | 98 – 66 | 85 – 66  |
| Valga           | 52 – 72  | 60 – 57 | 58 – 75 | 50 – 94 |         | 91 – 70  |
| Jelgava         | 82 – 81  | 66 – 60 | 79 – 92 | 62 – 96 | 96 – 86 |          |

### Gruppo C
| Pos. | Squadra         | Pt | PG | V  | P | CF  | CS  | DC   |
| ---- | --------------- | -- | -- | -- | - | --- | --- | ---- |
| 1.   | Prienai         | 20 | 10 | 10 | 0 | 915 | 672 | +243 |
| 2.   | Rakvere Tarvas  | 15 | 10 | 5  | 5 | 792 | 819 | -27  |
| 3.   | Barons kvartals | 15 | 10 | 5  | 5 | 759 | 814 | -55  |
| 4.   | Sakalai Vilnius | 15 | 10 | 5  | 5 | 779 | 764 | +15  |
| 5.   | Nevėžis         | 14 | 10 | 4  | 6 | 768 | 732 | +36  |
| 6.   | Tallinna Kalev  | 11 | 10 | 1  | 9 | 664 | 876 | -212 |

|                 | BAR     | NEV     | PRI      | RAK      | SAK     | TAL      |
| --------------- | ------- | ------- | -------- | -------- | ------- | -------- |
| Barons kvartals |         | 78 – 74 | 86 – 117 | 79 – 87  | 86 – 76 | 89 – 72  |
| Nevėžis         | 86 – 64 |         | 68 – 72  | 87 – 76  | 63 – 73 | 77 – 46  |
| Prienai         | 88 – 57 | 89 – 67 |          | 102 – 74 | 91 – 64 | 101 – 53 |
| Rakvere Tarvas  | 71 – 68 | 85 – 69 | 69 – 88  |          | 96 – 73 | 73 – 79  |
| Sakalai Vilnius | 68 – 75 | 89 – 81 | 61 – 85  | 89 – 66  |         | 108 – 66 |
| Tallinna Kalev  | 75 – 77 | 60 – 80 | 73 – 82  | 85 – 95  | 55 – 78 |          |

### Gruppo D
| Pos. | Squadra         | Pt | PG | V | P | CF  | CS  | DC   |
| ---- | --------------- | -- | -- | - | - | --- | --- | ---- |
| 1.   | Pieno žvaigždės | 16 | 8  | 8 | 0 | 693 | 551 | +142 |
| 2.   | Kalev/Cramo     | 14 | 8  | 6 | 2 | 616 | 556 | +60  |
| 3.   | Valmiera        | 11 | 8  | 3 | 5 | 595 | 636 | -41  |
| 4.   | Pärnu           | 10 | 8  | 2 | 6 | 573 | 630 | -57  |
| 5.   | LSU Baltai      | 9  | 8  | 1 | 7 | 542 | 646 | -104 |

|                 | KAL     | LSU     | PAR      | PIE      | VAL     |
| --------------- | ------- | ------- | -------- | -------- | ------- |
| Kalev/Cramo     |         | 90 – 74 | 80 – 70  | 73 – 79  | 84 – 76 |
| LSU Baltai      | 61 – 73 |         | 89 – 75  | 71 – 92  | 66 – 68 |
| Pärnu           | 60 – 73 | 68 – 55 |          | 68 – 72  | 94 – 91 |
| Pieno žvaigždės | 62 – 61 | 97 – 70 | 102 – 73 |          | 89 – 60 |
| Valmiera        | 74 – 82 | 83 – 56 | 68 – 65  | 75 – 100 |         |

## Top 16

### Gruppo E
| Pos. | Squadra         | Pt | PG | V | P | CF  | CS  | DC  |
| ---- | --------------- | -- | -- | - | - | --- | --- | --- |
| 1.   | Ventspils       | 11 | 6  | 5 | 1 | 480 | 386 | +94 |
| 2.   | Barons kvartals | 11 | 6  | 5 | 1 | 443 | 436 | +7  |
| 3.   | Pärnu           | 7  | 6  | 1 | 5 | 474 | 505 | -32 |
| 4.   | Lietkabelis     | 6  | 6  | 1 | 5 | 443 | 512 | -69 |

|                 | VEN     | LIE      | BAR     | PAR      |
| --------------- | ------- | -------- | ------- | -------- |
| Ventspils       |         | 88 – 64  | 65 – 66 | 103 – 76 |
| Lietkabelis     | 62 – 73 |          | 77 – 83 | 98 – 93  |
| Barons kvartals | 60 – 81 | 74 – 67  |         | 99 – 94  |
| Pärnu           | 58 – 70 | 101 – 75 | 52 – 61 |          |

### Gruppo F
| Pos. | Squadra         | Pt | PG | V | P | CF  | CS  | DC   |
| ---- | --------------- | -- | -- | - | - | --- | --- | ---- |
| 1.   | TU Rock         | 10 | 6  | 4 | 2 | 485 | 410 | +75  |
| 2.   | Šiauliai        | 10 | 6  | 4 | 2 | 500 | 469 | +31  |
| 3.   | Valmiera        | 9  | 6  | 3 | 3 | 416 | 419 | -3   |
| 4.   | Sakalai Vilnius | 7  | 6  | 1 | 5 | 380 | 483 | -103 |

|                 | SIA     | TUR     | SAK      | VAL     |
| --------------- | ------- | ------- | -------- | ------- |
| Šiauliai        |         | 91 – 75 | 90 – 73  | 82 – 81 |
| TU Rock         | 84 – 68 |         | 103 – 60 | 69 – 62 |
| Sakalai Vilnius | 74 – 92 | 55 – 81 |          | 61 – 55 |
| Valmiera        | 82 – 77 | 74 – 73 | 62 – 57  |         |

### Gruppo G
| Pos. | Squadra        | Pt | PG | V | P | CF  | CS  | DC  |
| ---- | -------------- | -- | -- | - | - | --- | --- | --- |
| 1.   | Prienai        | 11 | 6  | 5 | 1 | 535 | 443 | +92 |
| 2.   | Kalev/Cramo    | 11 | 6  | 5 | 1 | 495 | 421 | +74 |
| 3.   | Jelgava        | 8  | 6  | 2 | 4 | 508 | 588 | -80 |
| 4.   | Naglis Palanga | 6  | 6  | 0 | 6 | 477 | 563 | -86 |

|                | NAG      | JEL       | PRI     | KAL     |
| -------------- | -------- | --------- | ------- | ------- |
| Naglis Palanga |          | 102 – 107 | 77 – 88 | 51 – 77 |
| Jelgava        | 114 – 93 |           | 68 – 93 | 78 – 86 |
| Prienai        | 93 – 79  | 109 – 76  |         | 84 – 63 |
| Kalev/Cramo    | 84 – 75  | 105 – 65  | 80 – 68 |         |

### Gruppo H
| Pos. | Squadra         | Pt | PG | V | P | CF  | CS  | DC   |
| ---- | --------------- | -- | -- | - | - | --- | --- | ---- |
| 1.   | Pieno žvaigždės | 10 | 6  | 4 | 2 | 509 | 451 | +58  |
| 2.   | Rakvere Tarvas  | 10 | 6  | 4 | 2 | 533 | 489 | +44  |
| 3.   | Juventus Utena  | 10 | 6  | 4 | 2 | 547 | 505 | +42  |
| 4.   | Barsy Atyrau    | 6  | 6  | 0 | 6 | 432 | 576 | -144 |

|                 | BAR      | JUV      | RAK      | PIE     |
| --------------- | -------- | -------- | -------- | ------- |
| Barsy Atyrau    |          | 70 – 89  | 84 – 103 | 67 – 82 |
| Juventus Utena  | 113 – 79 |          | 88 – 79  | 86 – 92 |
| Rakvere Tarvas  | 96 – 75  | 100 – 85 |          | 93 – 75 |
| Pieno žvaigždės | 93 – 57  | 85 – 86  | 82 – 62  |         |

## Fase a eliminazione diretta
|  | Quarti di finale | Quarti di finale | Quarti di finale | Quarti di finale | Quarti di finale |  |  | Semifinali      | Semifinali      | Semifinali | Semifinali | Semifinali |    |     | Finale    | Finale    | Finale | Finale | Finale |  |
|  |                  |                  |                  |                  |                  |  |  |                 |                 |            |            |            |    |     |           |           |        |        |        |  |
|  | Ventspils        | Ventspils        | 78               | 87               | 165              |  |  |                 |                 |            |            |            |    |     |           |           |        |        |        |  |
|  | Šiauliai         | Šiauliai         | 81               | 80               | 161              |  |  | Ventspils       | Ventspils       | 61         | 78         | 139        |    |     |           |           |        |        |        |  |
|  | Kalev/Cramo      | Kalev/Cramo      | 71               | 79               | 150              |  |  | Kalev/Cramo     | Kalev/Cramo     | 64         | 65         | 129        |    |     |           |           |        |        |        |  |
|  | Pieno žvaigždės  | Pieno žvaigždės  | 54               | 82               | 136              |  |  |                 |                 |            |            |            |    |     | Ventspils | Ventspils | 91     | 70     | 161    |  |
|  | Barons kvartals  | Barons kvartals  | 63               | 89               | 152              |  |  |                 |                 | Prienai    | Prienai    | 69         | 73 | 142 |           |           |        |        |        |  |
|  | TU Rock          | TU Rock          | 49               | 100              | 149              |  |  | Barons kvartals | Barons kvartals | 73         | 80         | 153        |    |     |           |           |        |        |        |  |
|  | Prienai          | Prienai          | 108              | 110              | 218              |  |  | Prienai         | Prienai         | 76         | 110        | 186        |    |     |           |           |        |        |        |  |
|  | Rakvere Tarvas   | Rakvere Tarvas   | 72               | 89               | 161              |  |  |                 |                 |            |            |            |    |     |           |           |        |        |        |  |

| Baltic Basketball League 2013 |
| ----------------------------- |
| Ventspils 1º titolo           |

## Squadra vincitrice
| N° | Naz.                   | Ruolo | Sportivo           |  | Alt. |  |
| -- | ---------------------- | ----- | ------------------ |  | ---- |  |
| 4  | Lettonia (bandiera)    | A     | Andrejs Gražulis   |  | 202  |  |
| 6  | Lettonia (bandiera)    | A     | Jānis Timma        |  | 202  |  |
| 7  | Lettonia (bandiera)    | C     | Mārtiņš Meiers     |  | 206  |  |
| 8  | Lettonia (bandiera)    | G     | Dāvis Lejasmeiers  |  | 192  |  |
| 9  | Lettonia (bandiera)    | G     | Mārtiņš Laksa      |  | 200  |  |
| 10 | Lettonia (bandiera)    | G     | Sandis Valters     |  | 193  |  |
| 11 | Lettonia (bandiera)    | G     | Uģis Pinete        |  | 194  |  |
| 12 | Stati Uniti (bandiera) | P     | Donald Sims        |  | 185  |  |
| 13 | Lettonia (bandiera)    | G     | Akselis Vairogs    |  | 195  |  |
| 14 | Lettonia (bandiera)    | AG    | Artūrs Bērziņš     |  | 204  |  |
| 30 | Lettonia (bandiera)    | C     | Ronalds Zaķis      |  | 208  |  |
| 42 | Stati Uniti (bandiera) | G     | Folarin Campbell   |  | 190  |  |
|    | Lettonia (bandiera)    | All.  | Roberts Štelmahers |  |      |  |

## Premi e riconoscimenti
- BBL MVP:  Gediminas Orelik,  Prienai